# Kasim Adams Nuhu
Kasim Adams Nuhu (* 22. Juni 1995 in Accra), in Deutschland bekannt als Kasim Adams, in der Schweiz oft Kasim Nuhu, ist ein ghanaischer Fußballspieler. 

## Karriere

### Im Verein

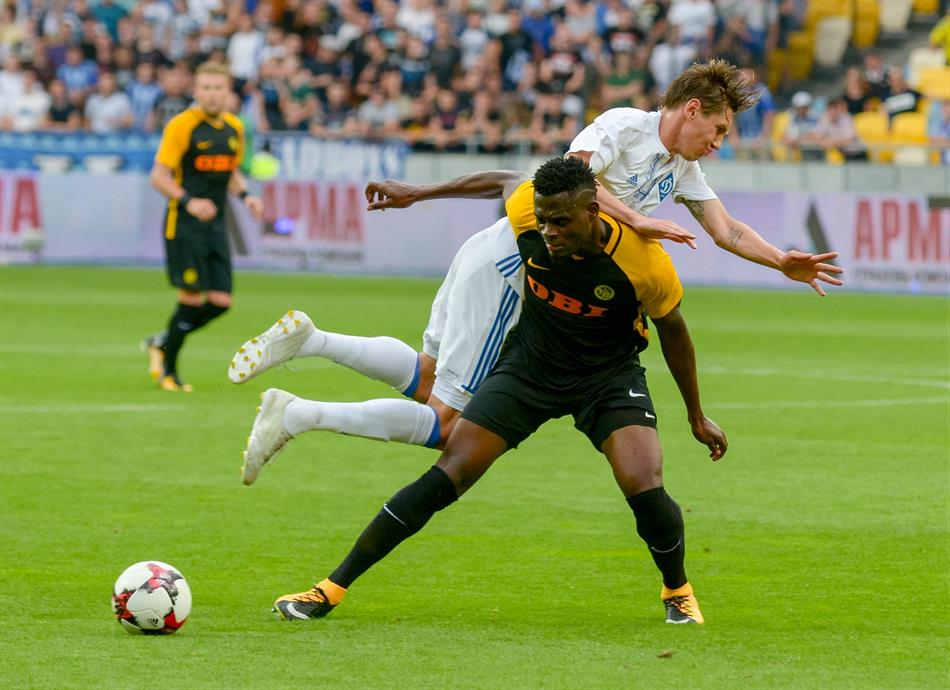
Adams Nuhu bei einem Zweikampf (2017)

#### Medeama SC
Adams Nuhu begann beim Medeama SC mit dem Fußballspielen. Am 14. April 2013 debütierte er in der ersten Mannschaft in der Premier League. Im November 2013 wechselte Adams Nuhu nach Spanien und schloss sich der A-Jugend des CD Leganés an.

#### RCD Mallorca
Ende Januar 2014 wechselte Adams Nuhu zunächst für drei Jahre auf Leihbasis zum RCD Mallorca. Dort kam er bis zum Ende der Saison 2013/14 zunächst in der zweiten Mannschaft in der viertklassigen Tercera División zum Einsatz, mit der er in die Segunda División B aufstieg. Am 28. September 2014 debütierte Adams Nuhu in der ersten Mannschaft in der Segunda División, als er beim 3:3-Unentschieden gegen die zweite Mannschaft des FC Barcelona zwei Tore erzielte. Insgesamt kam er in der Saison 2014/15 auf 20 Einsätze (zwei Tore). In der Saison 2015/16 kam Adams Nuhu in der ersten Mannschaft nur zu sechs Einsätzen.

#### BSC Young Boys
Am 29. August 2016 wechselte Adams Nuhu zunächst für zwei Jahre auf Leihbasis zum Schweizer Erstligisten BSC Young Boys. Bis zum Ende der Saison 2016/17 kam er unter Adi Hütter in 18 Spielen jeweils in der Startelf zum Einsatz. Zur Saison 2017/18 erwarben die BSC Young Boys schließlich die Transferrechte an Adams Nuhu und statteten ihn mit einem Vertrag mit einer Laufzeit bis zum 30. Juni 2021 aus. In seiner zweiten Spielzeit kam Adams Nuhu als Stammspieler in 32 Ligaspielen zum Einsatz, erzielte zwei Tore und feierte mit den BSC Young Boys ihre erste Schweizer Meisterschaft seit 32 Jahren.

#### TSG 1899 Hoffenheim
Zur Saison 2018/19 wechselte Adams Nuhu in die deutsche Bundesliga zur TSG 1899 Hoffenheim. Durch mehrere Verletzungen und Leistungsschwankungen absolvierte Adams Nuhu in seinem ersten Jahr in Deutschland nur 16 Pflichtspiele für Hoffenheim, davon 13 in der Bundesliga, zwei in der Champions League und eines im DFB-Pokal. Im Sommer 2019 verließ Trainer Julian Nagelsmann die TSG 1899 Hoffenheim und Alfred Schreuder übernahmen seinen Posten. 
Leihe zu Fortuna Düsseldorf
Der neue Trainer setzte nicht auf Adams Nuhu und so wurde er im August 2019 für eine Spielzeit an Fortuna Düsseldorf verliehen. In Düsseldorf kam er auf 13 Liga- und zwei Pokalspiele. In der zweiten Hälfte der Saison stand er auch vielfach nicht im Spieltagskader. Fortuna Düsseldorf beendete die Saison auf dem 17. Tabellenplatz und stieg in die 2. Bundesliga ab. Nach Ende der Saison 2019/20 kehrte Adams Nuhu nach Hoffenheim zurück.
Auch in den folgenden Spielzeiten 2020/21 und 2021/22 konnte sich Adams Nuhu nicht bei Hoffenheim durchsetzt und absolvierte insgesamt in dieser Zeit nur 15 Ligaspiele.
Leihe zum FC Basel
Im Juli 2022 wurde er daraufhin für eine Spielzeit mit Kaufoption an den FC Basel ausgeliehen. Zurück in der Schweiz war Adams Nuhu auf Anhieb ein wichtiger Leistungsträger und stand dadurch auch in den meisten Spielen in der Startelf des FC Basel. Zusätzlich erreichte er mit den Schweizern das Halbfinale der UEFA Europa Conference League, in welchem der FC Basel nur knapp in der Verlängerung gegen die AC Florenz ausschied. Trotz 46 Pflichtspielen und 3 Toren in einem Jahr wurde die Kaufoption vom FC Basel nicht gezogen und Adams Nuhu kehrte im Sommer 2023 zur TSG 1899 Hoffenheim zurück.
Für Hoffenheim stand er in der Spielzeit 2023/24 nur für 4 Spielminuten auf dem Spielfeld. Ende Mai 2024 gab die TSG 1899 Hoffenheim daraufhin bekannt, dass der im Sommer 2024 auslaufende Vertrag nicht verlängert wird und Adams Nuhu den Verein nach 6 Jahren verlassen wird.

#### Servette FC
Ende August 2024 kehrte Adams Nuhu in die Schweiz zurück und schloss sich Servette FC an. Nach nur einer Saison wurde sein auslaufender Vertrag jedoch nicht verlängert.

### In der Nationalmannschaft
Adams Nuhu debütierte am 10. Oktober 2017 bei einem 3:0-Testspielsieg gegen Saudi-Arabien in der ghanaischen Nationalmannschaft, wobei er den Treffer zum 1:0 erzielte. Im Jahr 2019 nahm er am Afrika-Cup teil, bei welchem Ghana im Achtelfinale gegen Tunesien ausschied.

## Erfolge
- Schweizer Meister: 2018
- Aufstieg in die Segunda División B: 2014

## Sonstiges
Adams ist der Nachname des Vaters, Nuhu derjenige des Großvaters. Auf dem Trikot ist der Name Adams aufgedruckt.